# Gleislose Bahn Preßburg–Eisenbrünnl
| Preßburg–Eisenbrünnl               | Preßburg–Eisenbrünnl |
| ---------------------------------- | -------------------- |
| Einer der vier offenen Sommerwagen |                      |
| Streckenlänge:                     | 5,8 km               |
|                                    |                      |

Eine Gleislose Bahn bei der Einfahrt in die Wendeschleife am stadtauswärtigen Endpunkt Eisenbrünnl

Die Gleislose Bahn Preßburg–Eisenbrünnl war ein Oberleitungsbus-Betrieb, im deutschen Sprachraum seinerzeit noch Gleislose Bahn genannt, im damaligen Oberungarn. Die 5,8 Kilometer lange Strecke verband die Innenstadt von Bratislava, damals Preßburg beziehungsweise ungarisch Pozsony, mit dem Ausflugsziel Železná studienka, damals Eisenbrünnl beziehungsweise ungarisch Vaskutacska, im Bratislavský lesný park in den Kleinen Karpaten. Die stadtseitige Endstelle befand sich beim Hauptbahnhof, heute Bratislava hlavná stanica. Zuständiges Verkehrsunternehmen war die Aktiengesellschaft Pozsony Vödricvölgyi Villamos Automobil Vonal Részvénytársaság, kurz PVAV.

## Geschichte
Die Anlage wurde am 19. Juli 1909 eröffnet und ergänzte die 1895 eröffnete aber von einer anderen Gesellschaft betriebene Straßenbahn Bratislava. Sie war nach der zwischen 1904 und 1906 bestehenden Gleislosen Bahn Poprád–Ótátrafüred der zweite Oberleitungsbusbetrieb auf dem Gebiet der heutigen Slowakei. Die Oberleitungsspannung betrug 450 Volt Gleichstrom, die Baukosten beliefen sich auf 310.000 Kronen. Folgende Zwischenhaltestellen wurden bedient:
- Cesta na Kamzíkov vrch
- Cesta k Železnému hámru
- Horský park
- Rothova patrónová továreň
- Kühmayerova továreň
- Ôsmy mlyn
- Deviaty mlyn

Eine Fahrt über die Gesamtstrecke kostete 50 Heller, für Teilstrecken waren nur 30 oder 20 Heller zu entrichten. Erbaut und betrieben wurde die Gleislose Bahn nach dem System Mercédès-Électrique-Stoll. Als Besonderheit war sie durchgehend zweispurig, damals Vierdrahtsystem genannt. An beiden Endpunkten befanden sich Wendeschleifen, Luftweichen existierten somit keine.
Bereits im Laufe des Jahres 1915 musste die Gleislose Bahn Preßburg–Eisenbrünnl kriegsbedingt wieder eingestellt werden, nachdem die Betreibergesellschaft schon am 4. Februar 1915 ihre Auflösung beschloss. Seit dem 31. Juli 1941 besteht in der Stadt mit dem Oberleitungsbus Bratislava jedoch ein moderner Betrieb, für den heute das Verkehrsunternehmen Dopravný podnik Bratislava (DPB) zuständig ist. Das Ziel der ehemaligen Gleislosen Bahn wird heute von der Autobus-Linie 43 erschlossen.

## Fahrzeuge
Die in Bratislava eingesetzten Fahrzeuge besaßen, wie beim System Mercédès-Électrique-Stoll üblich, ein vierrädriges Kontaktwägelchen zur Stromabnahme sowie Radnabenmotoren. Zur Verfügung standen vier offene Sommerwagen (Nummern 1 bis 4), zwei geschlossene Motorwagen (Nummern 5 und 6) sowie ein Oberleitungslastkraftwagen (Nummer 7). Letzterer wurde später ebenfalls in einen geschlossenen Motorwagen für die Personenbeförderung umgebaut, Anhänger waren nicht vorhanden.